# Tandoor

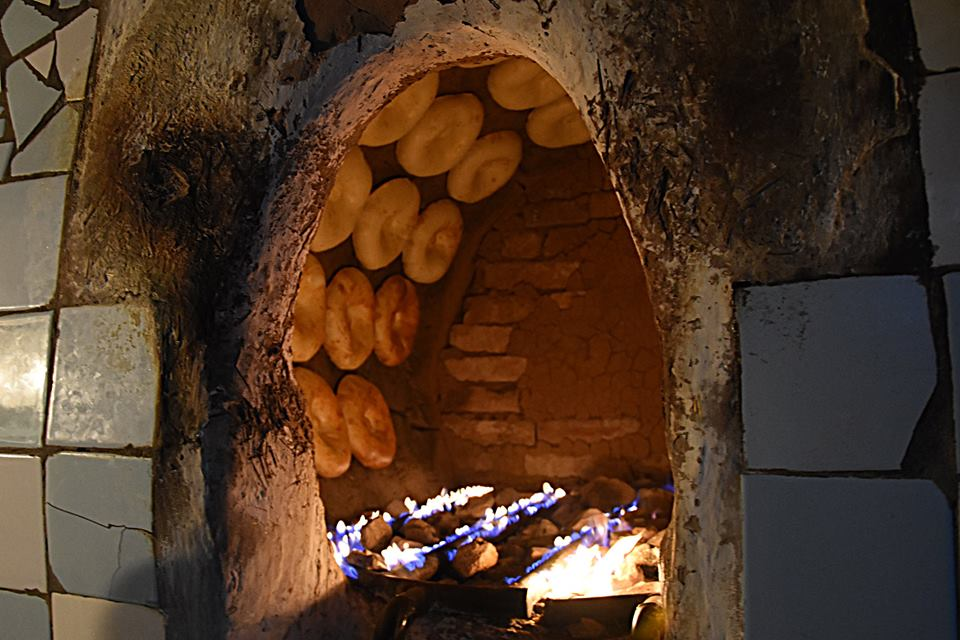
Un moderno tandoor in Uzbekistan

Il tandoor (in hindi तन्दूर o तंदूर tandūr [tə̃nduːr]) è un forno d'argilla a forma di campana rovesciata o cilindrica usato prevalentemente nella cucina mediorientale.

## Descrizione e utilizzo

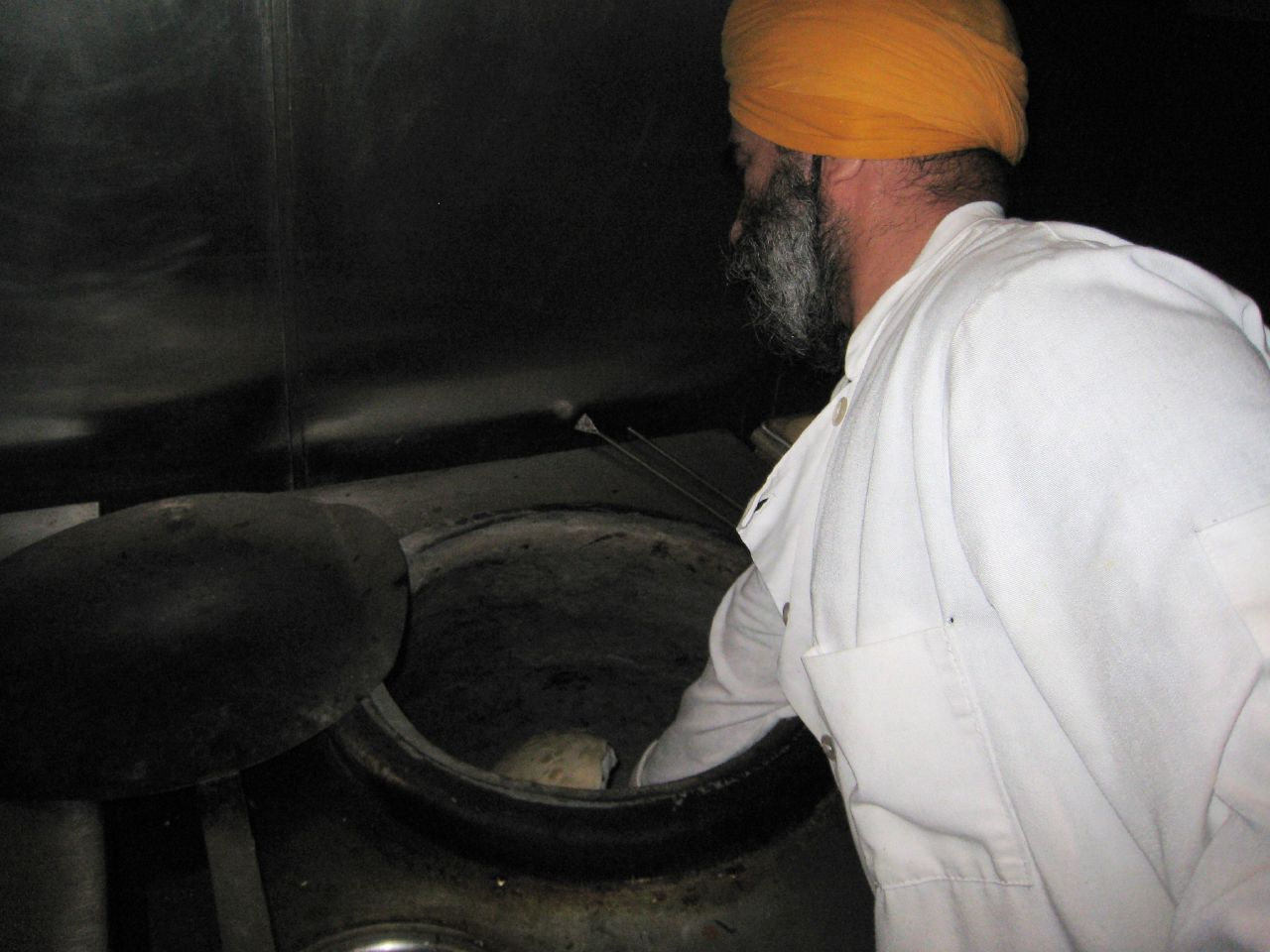
Un cuoco di un ristorante indiano infila una pietanza dentro la bocca del tandoor.

Il tandoor viene usato per cucinare in Azerbaigian, India, Turchia, Iran, Pakistan, Afghanistan, e in quasi tutto il Medio Oriente e in tutta l'Asia meridionale.
Il calore del tandoor è tradizionalmente generato da fuoco di carbone o legna che bruciano alla base del forno stesso. Il cibo posto all'interno del forno è così esposto sia al calore della fiamma viva, sia al calore irradiato che scalda l'aria, sia al fumo per eventuali affumicature. La temperatura all'interno del forno può raggiungere i 480 °C ed è pratica comune mantenere il forno acceso per lunghi periodi in modo da mantenere la temperatura adatta alla cottura. Il forno tandoor è una sorta di unione tra un forno interrato, e un forno piano a muratura. Viene utilizzato nelle cucine mediorientali per cucinare piatti tipici come il Chicken tandoori o il Chicken tikka, o molte delle varietà di pane locale come il tandoori roti o il naan.
Il tandoor è attualmente un'apparecchiatura molto importante presente nei ristoranti indiani di tutto il mondo. Alcune moderne varianti del forno utilizzano l'elettricità o il gas GPL, anziché il carbone, per generare fiamme e calore. In Azerbaigian è conosciuto con il nome di tendir ed è largamente utilizzato come metodo di cottura di grigliate e di un pane locale, il lavash. Anche se gli indù in India sono in gran parte vegetariani, e lo stesso vale per i sikh, la cucina tandoori (utilizzata principalmente per piatti a base di carne) si è diffusa maggiormente durante il regno musulmano in Asia meridionale.

## Storia ed etimologia
La più antica forma di forno tandoor è stata rinvenuta negli insediamenti di Harappa e Mohenjo-daro dell'antica civiltà della valle dell'Indo, anche se altri forni simili al tandoor, ma molto più antichi, vennero fatti risalire agli albori della civiltà Harappese sulla costa di Makran, tra cui anche il sito di Balakot.

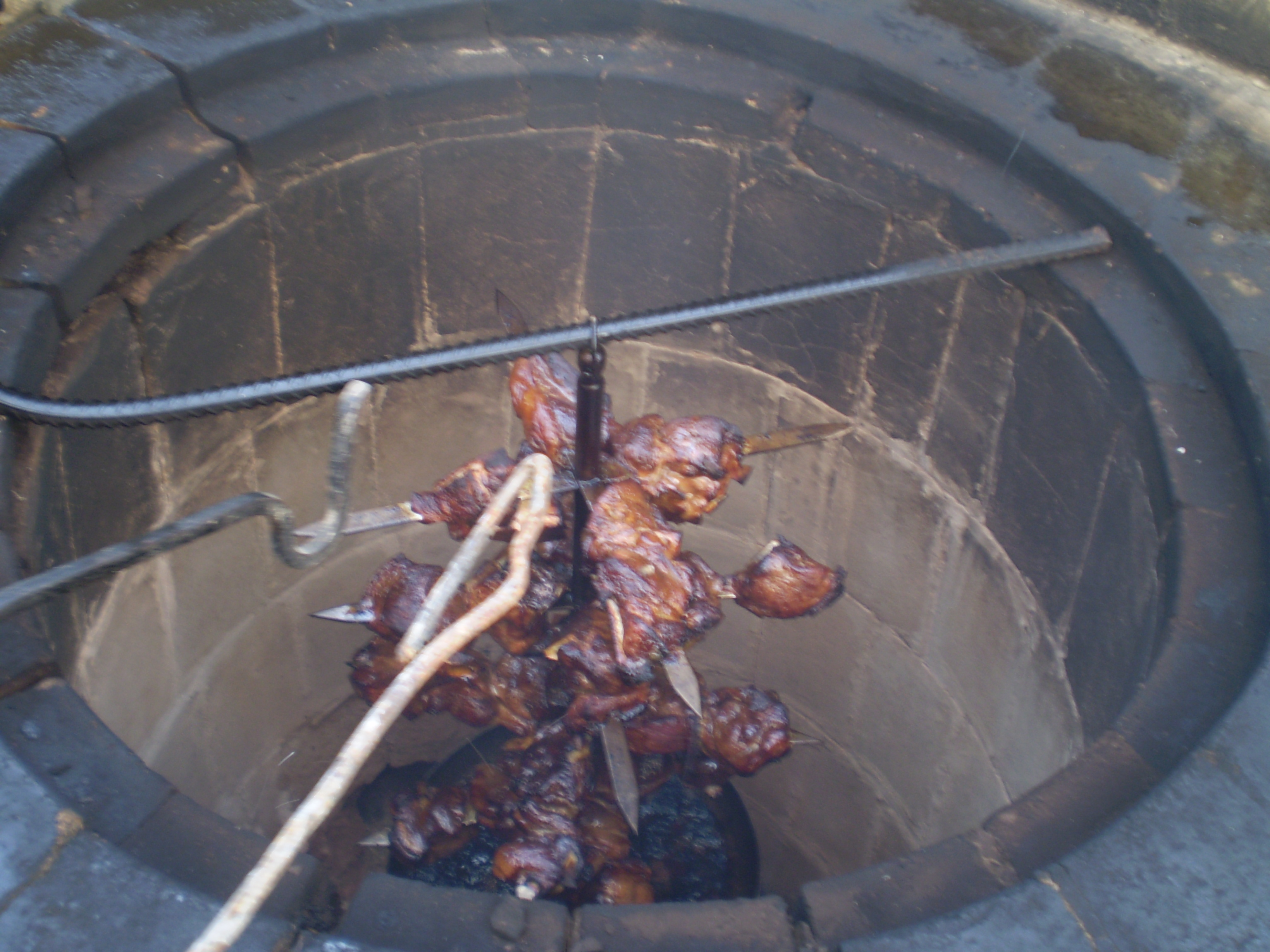
Carne di agnello, cotta ed affumicata all'interno di un tandoor armeno, il tonir

La parola tandoori (in hindi तन्दूरी tandūrī [tə̃nduːɾiː]) è l'arrosto tipico della cucina indiana del nord e consiste in carne di pollo o di agnello, oppure pesce, marinato, condito con una salsa di yogurt e spezie e poi cotto nel tandoor; l'aggettivo significa infatti ‘pertinente al tandoor’. È credenza comune che la cucina tandoor sia giunta in Asia centrale e Medio Oriente insieme al popolo rom, che trae le sue origini dalle tribù del deserto del Thar. In India, il tandoor è conosciuto anche con il nome di bhatti, siccome secondo altre credenze il forno tandoor avrebbe avuto la propria origine dalle tribù Bhatti, stanziate sempre nel deserto di Thar. Vi sono testimonianze anche nel sanscrito, tramite la parola kandu. La parola tandoor deriva dalle parole afghane tandūr e tannūr; che a loro volta derivano dal termine persiano tandūr (تندور), dall'arabo tannūr (تنّور), dal turco tandır, dall'azero təndir e dal curdo tendûr, tutte dal medesimo significato; è da notare che in siciliano la parola tannura si usa tuttora per ‘focolare’, ‘fornello’.
Tuttavia secondo il Dehkhoda Dictionary, glossario etimologico iraniano e persiano redatto dall'Università di Teheran, la parola trae la sua origine dall'accadico tinûru, che viene citata già nel poema epico accadico di Gilgamesh (e di riflesso le versioni avestiche tanûra e pahlavi tanûr). Di conseguenza, il tandoor non potrebbe essere totalmente di origine semitica o iranica, risalendo di fatto ad un periodo antecedente alla migrazione dei popoli indoari e semiti verso la Mesopotamia e l'altopiano iranico.

## Cucina tandoori

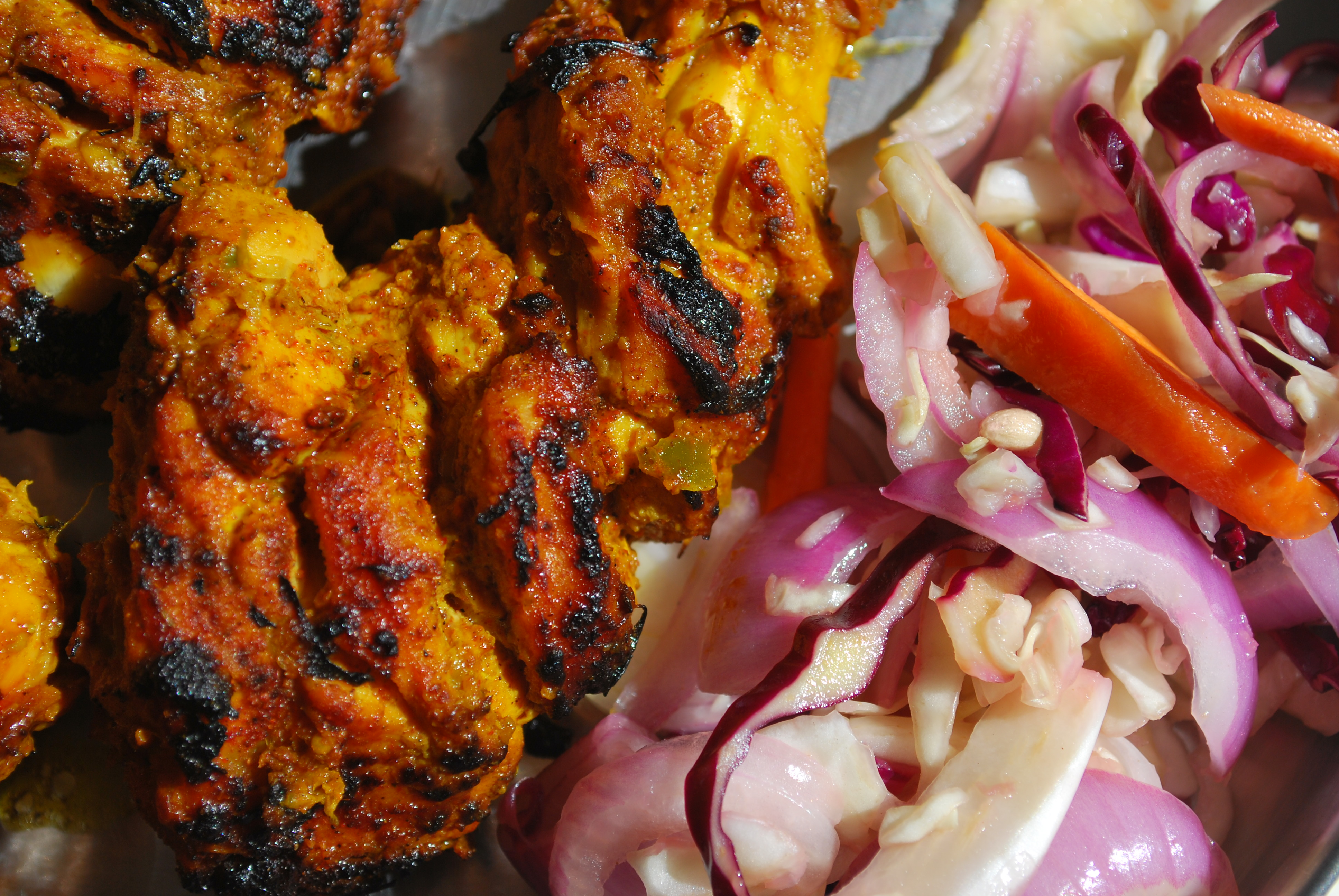
Kalmi kabab, popolare piatto indiano a base di carne di pollo cotta nel tandoor

### Pollo tikka
Il Chicken tikka, o pollo tikka, (in hindi मुर्ग़ टिक्का, in urdu مرغ تکہ murgh tikka) è un piatto diffuso in tutta l'Asia meridionale ottenuto grigliando piccoli pezzi di carne di pollo disossato, precedentemente marinati in locali misture di spezie e yogurt. Viene solitamente cucinato su degli spiedi posti sopra la bocca del tandoor. Viene poi servito e mangiato con una salsa chutney di coriandolo verde, o utilizzato per la preparazione di un piatto a base di curry, il Chicken tikka masala.

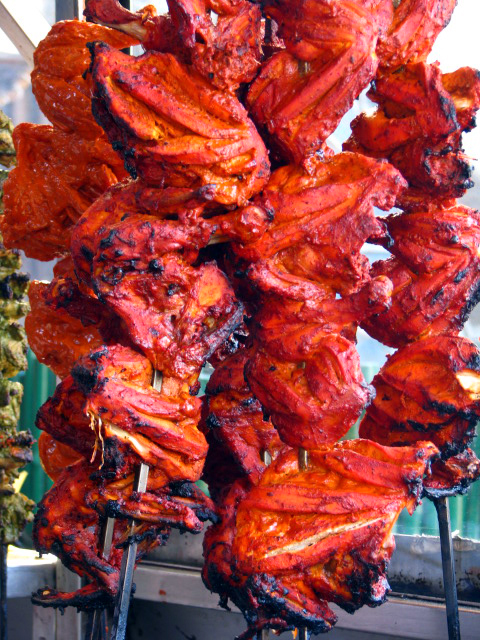
Chicken tandoori servito a Mumbai in India

### Pollo tandoori
Il Chicken tandoori è un piatto a base di carne di pollo arrostita, originario del nord-est dell'India. 
Il Chicken tandoori divenne molto popolare nel Punjab durante l'impero Mughal nell'Asia centro-meridionale. Il pollo viene marinato in una mistura di yogurt, garam masala, aglio, zenzero, cumino, pepe di Caienna e altre spezie a seconda della ricetta. Il pepe di Caienna, il peperoncino rosso o altre spezie del genere servono a dare la tipica colorazione rossa alla carne. A volte viene aggiunta della curcuma per variare il colore sull'arancione. Anche se le ricette originali ne prevedono la cottura tramite i forni tandoor, oggi è possibile trovare questo piatto cucinato su moderne griglie elettriche o a gas.